# Tesoureiro Geral
O Tesoureiro Geral de Sua Majestade é uma posição ministerial do Reino Unido. O Tesoureiro Geral era responsável pelo Departamento do Tesouro Geral de Sua Majestade, que detinha contas no Banco da Inglaterra em nome dos departamentos do Governo e outros órgãos públicos selecionados. Fundos que se tornavam disponíveis a partir do Fundo Consolidado eram então concentrados nas contas do Departamento, de onde eles eram usados pelo órgão. O Departamento operava uma ampla variedade de contas e serviços de transação bancária, incluindo cheques e crédito, serviços BACS e CHAPS para seus clientes via um sistema de banco eletrônico. A integração das contas do Departamento com bancos comerciais era fornecida pela empresa privada Xafinity Paymaster.
Em 2008, o governo anunciou que o Departamento do Tesouro Geral seria incorporado ao novo órgão, o Serviço Bancário do Governo, que também fornece operações bancárias para o HM Revenue & Customs e o National Savings and Investments. Após a decisão do Banco da Inglaterra de se retirar da prestação de serviços bancários, os services bancários do GBS passaram a ser fornecidos exclusivamente pelo Royal Bank of Scotland e Citibank, embora o Banco da Inglaterra ainda tenha um papel em administrar as contas de maior nível do governo.
Quando o posto é ocupado por um ministro do HM Treasury, ele é o terceiro em hierarquia no Tesouro, após o Ministro das Finanças e o Secretário-chefe do Tesouro. O posto foi criado em 1836 pela fusão dos cargos de Tesoureiro das Forças Armadas, Tesoureiro da Marinha, Tesoureiro do Hospital Chelsea e Tesoureiro da Artilharia. De 1848 a 1868, o cargo era ocupado concomitantemente ao de Vice-Presidente do Conselho de Comércio.
O titular mais antigo do posto foi Dawn Primarolo, cujo exercício cobria o HM Revenue and Customs (antigamente o Inland Revenue e HM Customs and Excise). O Tesoureiro Geral atual é Francis Maude, que também é o Ministro do Gabinete do Governo.